# Mladá Evropa

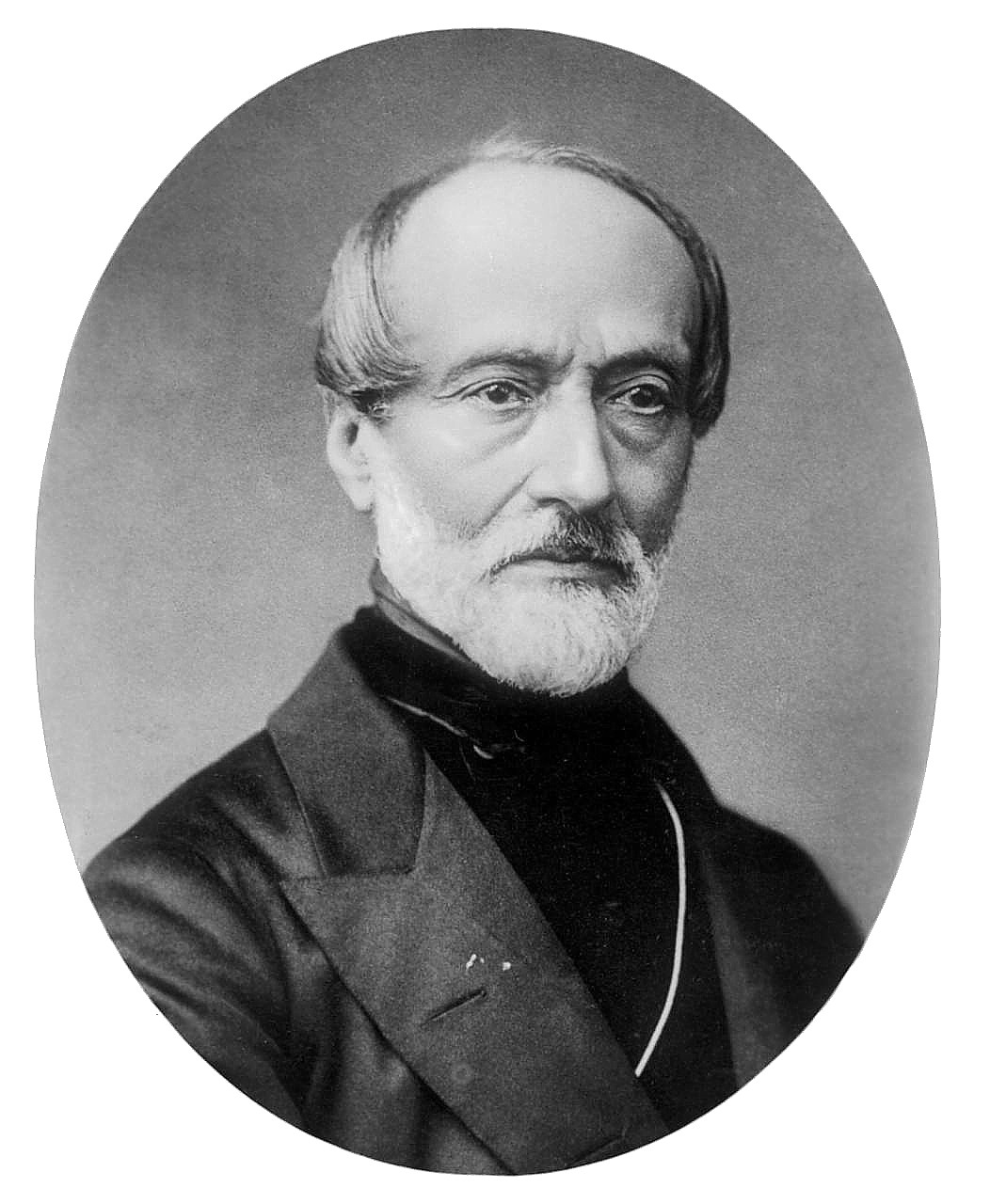
Zakladatel Mladé Evropy Guiseppe Mazzini

Mladá Evropa bylo mezinárodní republikánské a demokratické hnutí založené Giuseppem Mazzinim ve Švýcarsku v roce 1834. Tvořily ho tajné spolky Mladé Německo, Mladé Polsko, Mladá Itálie a další. Její členové se snažili vytvořit federaci evropských národních států. Velká část členů pocházela ze zemí, ve kterých byla poražena revoluce a kde došlo k politickému rozdrobení. Koncem 30. let 19. století se rozpadla. Hnutí bylo ovlivněno italskými Karbonáři. Představa sjednocení všech revolučních sil a myšlenka internacionalismu později ovlivnila marxismus.
Mladá Evropa se opírala především o podporu měšťanstva a liberální šlechty. Postupně myšlenky tohoto hnutí pronikaly i tovaryšských spolků. Členové hnutí napomáhali vytváření romantických představ o revolucionářích. Tyto představy byly dále popularizovány romantickou literaturou. Populárními představami byly například archetypy revoltujících studentů či básníků. O tyto představy se dodnes částečně opírají ideologie anarchismu a nové levice.